# Чаклов
Чаклов (слч. Čaklov) насељено је мјесто са административним статусом сеоске општине (слч. obec) у округу Вранов на Топлој, у Прешовском крају, Словачка Република.

## Становништво
| Година:    | 1994. | 2004.    | 2014.    | 2024.   |
| ---------- | ----- | -------- | -------- | ------- |
| Број људи: | 2013  | 2264     | 2552     | 2774    |
| Разлика:   |       | +12,46 % | +12,72 % | +8,69 % |

| Година:    | 2023. | 2024.   |
| ---------- | ----- | ------- |
| Број људи: | 2737  | 2774    |
| Разлика:   |       | +1,35 % |

Према подацима о броју становника из 2024. године насеље је имало 2774 становника.